# 1628 Strobel
Strobel (asteróide 1628) é um asteróide da cintura principal com um diâmetro de 57,12 quilómetros, a 2,8084091 UA. Possui uma excentricidade de 0,0672756 e um período orbital de 1 908,33 dias (5,23 anos).
Strobel tem uma velocidade orbital média de 17,16481913 km/s e uma inclinação de 19,3792º.
Esse asteróide foi descoberto em 11 de Setembro de 1923 por Karl Reinmuth.